# أكبانك
أكبانك ش.م. (بالتركية: .Akbank T.A.Ş) هو أحد أكبر البنوك في تركيا، تأسس عام 1948. وافتتح أول فروعه في إسطنبول عام 1950 بعد نقل مكتبه الرئيسي من أضنة.
تتلخص أعمال البنك الأساسية بالخدمات المصرفية للأفراد، والخدمات المصرفية التجارية، والخدمات المصرفية للمؤسسات الصغيرة والمتوسطة، والخدمات المصرفية للشركات الكبرى، وصرف العملات الأجنبية، وتداول الأوراق المالية، والخدمات المصرفية الدولية، بالإضافة إلى الأنشطة المصرفية التقليدية، وخدمات التأمين.
يبلغ عدد الفروع ما يقارب الـ1000 فرع في جميع أنحاء تركيا. كما يمتلك شبكة صراف آلي منتشرة بشكل واسع تصل إلى أكثر من 43,000 صراف آلي.
في العام 2015 حصل أكبانك على لقب العلامة التجارية الأعلى في تركيا وذلك بقيمة بلغت مليارين 516 مليون دولار وفقاً لشركة براند فينانس المتخصصة بتقييم العلامات التجارية حول العالم.
عام 2017 بلغت عائداتها ما يقرب من 13.7 مليار ليرة تركية.

## وصلات خارجية
- الموقع الرسمي (بالتركية)